# 角状耳蕨
角状耳蕨（学名：Polystichum alcicorne）为鳞毛蕨科耳蕨属下的一个种。

## 扩展阅读
- 維基物種上的相關：角状耳蕨